# La Chapelle, Charente
La Chapelle är en kommun i departementet Charente i regionen Nouvelle-Aquitaine i västra Frankrike. Kommunen ligger  i kantonen Saint-Amant-de-Boixe som ligger i arrondissementet Angoulême. År 2022 hade La Chapelle 191 invånare.

## Befolkningsutveckling
Antalet invånare i kommunen La Chapelle
Referens:INSEE